# Isaak Hakohen Halberstadt
Isaak Hakohen Halberstadt (* 5. Februar 1922 in Berlin; † 26. Oktober 2001 in Bnei Brak) war ein israelischer Rabbiner und Schriftgelehrter. 

## Herkunft
Rabbiner Isaak Felix Halberstadt wurde am 5. Februar 1922 in Berlin geboren. Sein Vater, Rabbiner Michael Seew Halberstadt, war im Vorstand der orthodoxen jüdischen Gemeinde Adass Jisroel tätig und ab 1925 Direktor der Gemeindeschule. Seine Mutter, Rosa Halberstadt, geborene Biberfeld (1900–1943), arbeitete in der Chewra Kadischa.

## Leben
Halberstadt besuchte ab 1928 die Grundschule und ab 1932 das Realgymnasium der Adass Jisroel-Gemeinde. Nach der „Machtübernahme“ der Nazis 1933 und dem Tod des Vaters im Jahr 1939 emigrierte der 16-jährige Halberstadt an Bord der Dunera über England und Australien ins damalige britische Mandatsgebiet Palästina. Erst Jahre später erfuhr er vom Schicksal seiner Mutter, die in Deutschland Zwangsarbeit verrichten musste und am 12. März 1943 in das KZ Auschwitz-Birkenau deportiert und ermordet wurde.
In Palästina besuchte Halberstadt ab 1944 die Chewron-Jeschiwa in Jerusalem und später die Ponewesch-Jeschiwa in Bnei Brak, als einer ihrer ersten Schüler. Nach seiner Hochzeit mit der Tochter des bekannten Rabbiners Abraham Dov Weissfish im Jahr 1947 studierte er am Kolel Chazon Isch, bevor er Mitbegründer und langjähriger Leiter des Wolf Seminars, einer orthodoxen Mädchenschule, in Bnei Brak wurde. Halberstadt unterrichtete außerdem an Mädchenschulen in Aschdod und Petach Tikwa. Mehr als vierzig Jahre war er überdies Gemeindevorsteher und Rabbiner der Synagogengemeinde Ahawat Israel und bekleidete das Amt des stellvertretenden Bürgermeisters von Bnei Brak.
Zeit seines Lebens verfolgte Halberstadt mit besonderem Interesse das wiederentstehende jüdische Leben in Deutschland und war auch politisch engagiert. Auf seine Initiative hin wurde im Jahre 1999 der Bund gesetzestreuer jüdischer Gemeinden Deutschlands, ein in ähnlicher Form bereits in den Jahren 1919 bis 1938 bestehender Zusammenschluss orthodoxer Austrittsgemeinden, wiedergegründet.
Rabbiner Halberstadt starb am 26. Oktober 2001 in Bnei Brak nach langer Krankheit. Auf dem Segula-Friedhof in Petach Tikwa fand er seine letzte Ruhestätte.

## Schriften
Rabbiner Halberstadt war Autor mehrerer Schriften, darunter Standardwerke über die jüdischen Feiertage:
- Schnei Sorei Kodesch - über das Pessach-Fest. (Hebr. שני שרי קדש), Bnei Brak 1977.
- Schoschanat Ha'amokim - Gesetze zum Jubeljahr. (Hebr. חוברת שושנת העמקים - דיני שמיטה), Bnei Brak 1987.
- Schoschanat Ha'amokim - Gesetze zu den Yamim Noraim. (Hebr. חוברת שושנת העמקים - דיני הימים הנוראים), Bnei Brak 1989.
- Schoschanat Ha'amokim - Gesetze zu Pessach. (Hebr. חוברת שושנת העמקים - דיני פסח), Bnei Brak 1994.